# Autódromo Termas de Río Hondo
Autódromo Termas de Río Hondo är en internationell racerbana belägen 6 km utanför Termas de Río Hondo i provinsen Santiago del Estero i norra Argentina. Banan är 4,805 km lång och innehåller 14 kurvor. Den byggdes 2008 och byggdes om 2012 för att uppfylla kraven från Internationella motorcykelförbundet och Internationella bilsportförbundet. Argentinas Grand Prix för MotoGP kördes på banan 2014. Biltävlingen WTCC debuterade på Autódromo Termas de Río Hondo 2013.